# Khan Research Laboratories Football Club
Maillots
Le Khan Research Laboratories Football Club (en pendjabi : کہوٹہ ریسرچ لیبارٹریز فٹ بال کلب), plus couramment abrégé en KRL FC, est un club pakistanais de football fondé en 1995 et basé dans la ville de Rawalpindi.
L'équipe, une des plus titrée du pays, joue ses matchs à domicile au KRL Stadium, et joue actuellement en Pakistan Premier League, où la saison dure de septembre à février. 

## Histoire
Le club aux couleurs vert foncé et blanc fait partie des équipes fondatrices du championnat pakistanais.
Leur victoire en coupe lors de la saison 2012 les qualifient pour une place en Coupe du président de l'AFC 2013. Lors de la phase de groupes qui s'est tenue en mai 2013, ils se retrouvent face aux kirghizes du Dordoi Bichkek (1-1) et aux bhoutanais du Yeedzin Football Club (victoire 8-0). Ils terminent deuxième du groupe derrière Dordoi en raison de la différence de buts puisque les deux clubs étaient à égalité de points avec 2 victoires et 1 nul. Grâce à ce résultat, le club se qualifie pour la phase de groupes finale en septembre 2013. Durant cette phase, ils se retrouvent face aux palestiniens du Hilal Al-Quds ainsi qu'une nouvelle fois aux kirghizes du Dordoi Bishkek. Ils atteignent la finale, perdue 1-0 au turkmènes du FC Balkan.
Ils remportent le championnat national en 2009, 2013, 2014 et 2019.

## Bilan sportif

### Palmarès
| Compétitions nationales | Compétitions internationales                       |
| --- | -------------------------------------------------- |
| - Championnat du Pakistan : (5) : - Champion : 2009, 2011, 2012-13, 2013-14 et 2018-19. - Vice-champion : 2010. - Coupe du Pakistan (7) : - Vainqueur : 2009, 2010, 2011, 2012, 2015, 2016 et 2017. - Finaliste : 1999, 2001 et 2008. | - Coupe du président de l'AFC : - Finaliste : 2013 |

### Performances internationales
- Coupe d'Asie des vainqueurs de coupe :
  - 1 apparition en 2000-01

- Coupe du président de l'AFC :
  - 4 apparitions : 2010, 2012, 2013 et 2014.

## Personnalités du club

### Présidents du club
- Muhammad Ayaz Butt
- Tahir Ikram

### Entraîneurs du club
- Tariq Lutfi
- Muhammad Sajjad
- Ayaz Butt